# Вальде, Алоис
Алоис Вальде (30 ноября 1869, Инсбрук — 3 октября 1924, Кёнигсберг) — австрийский филолог, специализировавшийся на изучении индоевропейских языков, педагог, профессор сравнительного языковедения в Инсбруке и научный писатель.

## Биография
Образование получил в университетах Лейпцига и Инсбрука, где изучал древние языки и сравнительное языкознание; в 1894 году защитил там докторскую диссертацию. С 1895 года он был принят на работу в библиотеку Инсбрукского университета. Год спустя габилитировался в области лингвистики (став первым успешно габилитировавшимся в этом направлении в истории университета). С 1904 года был доцентом языкознания, с 1907 года экстраординарным профессором. В 1909 году перешёл работать в Гисенский университет, получив там звание ординарного профессора. В 1912 году возвратился в Инсбрук, где стал преемником своего учителя Фридриха Штольца; в 1914 году избирался деканом факультета и в 1916 году — ректором университета. В 1917 году был избран членом-корреспондентом Австрийской академии наук. С 1922 года преподавал в университете Кёнигсберга; в 1924 году принял предложение стать профессором Вроцлавского университета, однако не смог приступить к обязанностям в связи с кончиной.
Вальде внёс значительный вклад в формирование так называемой ларингальной теории и особенно в исследования лексики различных индоевропейских языков. Был автором нескольких многотомных этимологических словарей индоевропейских языков, впоследствии неоднократно переиздававшихся и дополнявшихся: латинского («Lateinisches etymologisches Wörterbuch»; 1907), италийских языков (1916), трёхтомного индогерманского («Vergleichendes Wörterbuch der indogermanischen Sprachen»; работа над этим трудом, изданным в 1927—1932 годах, была завершена Юлием Покорным) и др.